# Nemeritis pruni
Nemeritis pruni är en stekelart som beskrevs av Horstmann 2008. Nemeritis pruni ingår i släktet Nemeritis och familjen brokparasitsteklar. Inga underarter finns listade i Catalogue of Life.